# Eta2 Coronae Australis
Eta2 Coronae Australis (η2 Coronae Australis, förkortat  Eta2 CrA, η2 CrA) som är stjärnans Bayerbeteckning, är en ensam stjärna belägen i den södra delen av stjärnbilden Södra kronan. Den har en skenbar magnitud på 5,59 och är synlig för blotta ögat där ljusföroreningar ej förekommer. Baserat på parallaxmätning inom Hipparcosuppdraget på ca 6,8 mas, beräknas den befinna sig på ett avstånd på ca 480 ljusår (ca 148 parsek) från solen.

## Egenskaper
Eta2 Coronae Australis är en blå till vit underjättestjärna av spektralklass B9 IV. Den har massa som är ca 3,2 gånger större än solens massa, en radie som är ca 3 gånger större än solens och utsänder från dess fotosfär ca 171 gånger mera energi än solen vid en effektiv temperatur av ca 10 900 K.